# Madeleine Aubier-Gabail
Pour les articles homonymes, voir Aubier (homonymie).
Madeleine Aubier-Gabail est une éditrice française, née en 1916 et est morte le 24 février 2004 à Paris.

## Biographie
Madeleine Aubier-Gabail est licenciée en lettres, en anglais et en allemand.
Elle est la fille de Fernand Aubier, romancier et journaliste, qui fonda une maison d’édition à Paris en 1924 sous l'enseigne Éditions Aubier-Montaigne. Avec les premières traductions de Hegel par Jean Hyppolite, la philosophie devint un domaine privilégié de l’éditeur. Après 1945, Aubier-Montaigne renforça son image d’éditeur universitaire, notamment au travers de la collection historique dirigée par Paul Lemerle. Madeleine Aubier-Gabail poursuivit l’œuvre de son père jusqu’à la cession du fonds à Flammarion en 1975.